# CoCo (cantante)
CoCo, precedentemente noto come Corrado, pseudonimo di Corrado Migliaro (Napoli, 22 maggio 1988), è un rapper e cantautore italiano.

## Biografia

### Infanzia ed esordi
Nato nel 1988 a Napoli, il padre, Guido Migliaro, è un musicista ed ex componente del gruppo Blue Stuff, la madre è morta nel 2008. Cresce tra il quartiere di Fuorigrotta e il Vomero. Ha svolto alcuni lavori prima di dedicarsi esclusivamente alla musica, ha fatto il cameriere in un pub e il commesso in un negozio d'abbigliamento. In seguito ad una proposta di Luchè, i due aprono una pizzeria a Londra. Si trasferisce lì nel 2011 e vi rimane per circa nove anni, dove tutt'oggi vive il figlio al quale ha dedicato il brano omonimo tratto dal suo primo album Acquario e la traccia Compleanno tratta da Floridiana.

### 2009-2015: gli inizi
Inizia la sua carriera con l'alias El Niño, formando il duo rap Insolens con il produttore O'Nan, nome con cui era noto ai tempi Geeno, amico di Corrado. Insieme entrano a far parte del collettivo ed etichetta Poesia Cruda. Il 13 settembre 2010 viene pubblicato Poesia cruda mixtape vol. 1, mixtape presentato da Luchè nel quale è presente anche Corrado che sceglie di farsi chiamare con il nome di battesimo. Nel 2011 Corrado pubblica il primo singolo prodotto da Luchè, intitolato Un giorno di più. Nel 2012 pubblica il primo EP, realizzato in collaborazione con Geeno e intitolato Doveva andare così EP. Nel progetto sono presenti collaborazioni importanti quali Gemitaiz, MadMan, i Sulset (gruppo di cui faceva parte Enzo Dong), oltre al solito Luchè, con il quale è passato dall'essere suo fan dai tempi dei Co'Sang, a collega e amico. Nel frattempo Corrado appare nei primi due dischi da solista di Luchè, L1 e L2, collabora con MadMan in una traccia contenuta in MM vol. 1 Mixtape e con Deleterio in una canzone contenuta nell'album del produttore Dadaismo. Nel 2013 Corrado prende parte al progetto di Roccia Music dal nome Genesi, il primo album del collettivo fondato da Marracash e Shablo.  Intanto Luchè intraprende un'attività imprenditoriale a Londra con Corrado, fondando una pizzeria nella capitale inglese; negli anni successivi i due aprono una seconda sede a New York. Nel 2014 Corrado e Luchè fondano la linea di abbigliamento Black Friday insieme allo stilista Mario Pini.

### 2016-2018: cambio nome eLa vita giusta per me
Nel 2016 Corrado cambia nuovamente nome e sceglie CoCo. Il motivo di questa scelta è dettato dal fatto che negli ultimi anni Corrado si trasferisce a Londra e lì i suoi amici lo iniziano a chiamare CoCo, da qui il cambiamento diventa naturale.
A quattro anni dall'ultimo lavoro, il 28 aprile 2016 CoCo pubblica il nuovo progetto intitolato La vita giusta per me. Questo è il mixtape d'esordio del rapper rilasciato per Roccia Music in freedownload e sui servizi streaming.
Nello stesso anno CoCo partecipa al disco Malammore di Luchè in due tracce, collabora con Izi nella canzone La tua ora e con Gemitaiz nella traccia Voodoo contenuta nel mixtape QVC7. Il 10 gennaio 2017 pubblica l'ep Quanto ci costa essere noi contenente 5 tracce realizzate con i produttori D-Ross e Startuffo. Successivamente CoCo collabora con vari artisti, quali Night Skinny, Vale Lambo, Lele Blade, Mecna e appare nel disco Potere di Luchè in due brani.

### 2019-2020: gli albumAcquarioeFloridiana
Nel 2019 CoCo firma per BFM Music, etichetta indipendente di Luchè, e pubblica il suo primo album ufficiale per Universal, intitolato Acquario e anticipato dai singoli Bugie diverse, Dietro front e Non ho più amici. Il disco, contenente le collaborazioni di Gemitaiz, Ernia, Mecna e Luchè, si classifica nella prima settimana al 6º posto in FIMI degli album più venduti in Italia.
Nel 2020 CoCo pubblica il singolo Che ore sono, collabora con Gigi D'Alessio in due tracce contenute nel disco Buongiorno e con Vale Lambo e Nayt nel singolo Roma.
Il 6 novembre esce il secondo album in studio, intitolato Floridiana. Il disco contiene 14 tracce e i featuring di Luchè, Rkomi, Geolier, Giaime, Lil Jolie e Vale LP.

### 2021-presente:Bromance
Il 9 luglio 2021 CoCo torna sulla scena con il singolo Topless realizzato insieme a Luchè e Geeno.
Il 29 settembre invece pubblica a sorpresa il video del singolo Bromance realizzato con Mecna e che anticipa l'omonimo disco dei due, in uscita il 22 ottobre successivo. Venerdì 8 ottobre esce il secondo singolo, La più bella, sempre insieme al rapper foggiano che va a riprendere il ritornello e il beat della canzone cult di Raf Sei la più bella del mondo del 1995.

## Discografia
- 2019 – Acquario
- 2020 – Floridiana
- 2021 – Bromance (con Mecna)
- 2024 – Mai più forse